# Dendrosida batesii
Dendrosida batesii är en malvaväxtart som beskrevs av Paul Arnold Fryxell. Dendrosida batesii ingår i släktet Dendrosida och familjen malvaväxter. Inga underarter finns listade i Catalogue of Life.